# Emblema del Laos
L'emblema di Stato del Laos (ເຄື່ອງໝາຍຊາດຂອງສາທາລະນະລັດປະຊາທິປະໄຕປະຊາຊົນລາວ in Laotiano) è stato modificato per ragioni di politica interna, le quali hanno portato all'eliminazione nel 1991 della stella e della falce e martello e alla loro sostituzione col santuario nazionale di Pha That Luang, a testimonianza dell'unità buddista di tutte le etnie. 

## Significato
La ruota dentata si riferisce all'industria, i fasci di spighe invece all'agricoltura. Sono inoltre presenti una risaia, una foresta, una diga e una miniera che ricordano le ricchezze del paese e la sua prosperità.

## Stemmi storici

Regno del Laos. 1949-1975
Repubblica Popolare Democratica del Laos. 1975-1991